# Eva Polttila
Eva Marjaana Polttila, född 1 april 1946 i Helsingfors, är en finländsk journalist och nyhetsreporter. Hon arbetade på finska statliga radio- och tv-bolaget Yle 1969–2009. Polttila arbetade även i A-studio. 
År 2008 erhöll hon Statens journalistpris (ej att förväxla med finska Stora journalistpriset) som utdelades 1993–2012 av Undervisnings- och kulturministeriet i Finland.
Polttila var gift med den finska journalisten Juhani Ikonen fram till dennes död 2014. Tillsamman har de en dotter, författaren Veera Ikonen (född 1975).